# Каннон, Ромен
Ромен Каннон (фр. Romain Cannone; род. 12 апреля 1997, Булонь-Бийанкур) — французский фехтовальщик-шпажист, чемпион летних Олимпийских игр 2020 в Токио, чемпион мира и Европы.

## Биография и спортивная карьера
Родился 12 апреля 1997 года в городе Булонь-Бийанкур, Франция.
Вместе с семьёй переехал в Бразилию, когда ещё ходил в детский сад. Затем его семья переехала в Нижний Ист-Сайд в Нью-Йорке, там он и начал там заниматься фехтованием в возрасте 12 лет, впоследствии тренировался под руководством Майкла Мокрецова в возрасте 13 лет в Нью-Йоркской академии фехтования на Кони-Айленде.
В 2019 году Каннон занял 30-е место в личном первенстве мира по мужской шпаге в Будапеште. До своей золотой медали на Олимпийских играх в Токио 2020 его наивысшим достижением было 7-е место на чемпионате мира в Ванкувере 8 февраля 2019 года. В 2019 году, когда Каннон прошёл квалификацию на Олимпийские игры, он был студентом в Бизнес-школе Скема.

## Олимпиада 2020 в Токио
Ромен Каннон, первоначально запланированный только на замену, был самым молодым членом французской команды 2020 года. Однако 18 июня 2021 года, когда французский фехтовальщик Даниэль Жерен был исключён из команды из-за проверки на допинг, Каннон был назначен на его место.
25 июля 2021 года он победил россиянина Сергея Биду в четвертьфинале и украинца Игоря Рейзлина в полуфинале и выиграл золотую медаль, победив в финале предыдущего чемпиона мира венгерского шпажиста Гергея Шиклоши. Относительно неизвестный своим противникам, он удивлял их, практикуя творческое наступательное фехтование и показывая красивую техническую палитру.
Победа Каннона была названа «неожиданной». Он стал первым французским олимпийским чемпионом в индивидуальном фехтовании с тех пор, как Брис Гайяр выиграл золотую медаль на рапирах в 2004 году.